# Liste der Kulturdenkmäler im Main-Kinzig-Kreis

Kommunen im Main-Kinzig-Kreis

Die Liste der Kulturdenkmäler im Main-Kinzig-Kreis enthält die Kulturdenkmäler im Main-Kinzig-Kreis. Rechtsgrundlage für den Denkmalschutz ist das Denkmalschutzgesetz in Hessen.
Städte:
- Liste der Kulturdenkmäler in Bad Orb
- Liste der Kulturdenkmäler in Bad Soden-Salmünster
- Liste der Kulturdenkmäler in Bruchköbel
- Liste der Kulturdenkmäler in Erlensee
- Liste der Kulturdenkmäler in Gelnhausen
- Liste der Kulturdenkmäler in Hanau
- Liste der Kulturdenkmäler in Langenselbold
- Liste der Kulturdenkmäler in Maintal
- Liste der Kulturdenkmäler in Nidderau
- Liste der Kulturdenkmäler in Schlüchtern
- Liste der Kulturdenkmäler in Steinau an der Straße
- Liste der Kulturdenkmäler in Wächtersbach

Gemeinden:
- Liste der Kulturdenkmäler in Biebergemünd
- Liste der Kulturdenkmäler in Birstein
- Liste der Kulturdenkmäler in Brachttal
- Liste der Kulturdenkmäler in Flörsbachtal
- Liste der Kulturdenkmäler in Freigericht
- Liste der Kulturdenkmäler in Großkrotzenburg
- Liste der Kulturdenkmäler in Gründau
- Liste der Kulturdenkmäler in Hammersbach
- Liste der Kulturdenkmäler in Hasselroth
- Liste der Kulturdenkmäler in Jossgrund
- Liste der Kulturdenkmäler in Linsengericht
- Liste der Kulturdenkmäler in Neuberg
- Liste der Kulturdenkmäler in Niederdorfelden
- Liste der Kulturdenkmäler in Rodenbach
- Liste der Kulturdenkmäler in Ronneburg
- Liste der Kulturdenkmäler in Schöneck
- Liste der Kulturdenkmäler in Sinntal